# Nekrolog 1. Quartal 1936
Nekrolog
◄◄
| ◄
| 1932
| 1933
| 1934
| 1935
| 1936 | 1937 | 1938 | 1939 | 1940 | ► | ►►
1. Quartal |
2. Quartal |
3. Quartal |
4. Quartal 1936
Weitere Ereignisse | Allgemeiner Nekrolog 1936
Die Beschreibung der verstorbenen Person sollte so kurz wie möglich gehalten sein und nur deren signifikante Tätigkeit(en) enthalten.
Neue Namen ggf. auch unter dem Geburts- und Sterbedatum, also etwa unter 1. Januar und im Geburts- und Sterbejahr (2024) eintragen (nur bei entsprechender großer Wichtigkeit). Für Beispiele siehe die schon vorhandenen Artikel.
Außerdem über die fünf zuletzt Verstorbenen, zu denen es einen ausreichend guten Artikel für eine Präsentation auf der Hauptseite gibt, nach der todesbedingten Überarbeitung der Artikel ggf. auch unter Wikipedia Diskussion:Hauptseite informieren und sie am besten auch in den anderen Wikipedia-Sprachversionen eintragen. Tipp: Regelmäßig bei news.google.de nach „ist tot“, „gestorben“ oder „verstorben“ suchen.
Wenn eine Person gestorben ist, gibt es viele Seiten zu dieser Person in der Wikipedia, die davon auch betroffen sind und entsprechend aktualisiert werden müssen. Beispiele: Namenübersichtsseite, Geburtsjahr, Geburtsort-Seiten und viele mehr.
Wie finde ich die betroffenen Seiten?
Im Suchfeld auf der linken Seite gibt man den Suchbegriff so ein: „Vorname Nachname“. Dann klickt man auf Volltext und alle Seiten mit entsprechendem Suchtext werden aufgerufen. Hier sieht man dann schnell, wo auch das Todesjahr Sinn macht oder sogar ein Teil des Artikels angepasst werden muss. Auch hilft das „Werkzeug“ auf der linken Seite sehr gut, um solche Seiten aufzufinden: „Links auf diese Seite“. Somit ist die Wikipedia wieder aktuell in allen Bereichen! Hinweis: bei Eintragung der Kategorie „Gestorben JAHR“ wird der Missbrauchsfilter 49 ausgelöst, was jedoch nicht schlimm ist. Siehe: Spezial:Missbrauchsfilter/49
Dies ist eine Liste von im ersten Quartal 1936 verstorbenen bekannten Persönlichkeiten. Die Einträge erfolgen innerhalb der einzelnen Daten alphabetisch sortiert. Tiere sind im Nekrolog für Tiere zu finden.

## Januar
| Tag        | Name                                | Beruf, bekannt als                                                                                             | Alter | Beleg |
| ---------- | ----------------------------------- | --- | ----- | ----- |
| 1. Januar  | Roger Allin                         | US-amerikanischer Politiker                                                                                    | 87    |       |
| 1. Januar  | Eduard Gräf                         | deutscher Politiker (SPD)                                                                                      | 65    |       |
| 1. Januar  | Carl Wendt                          | deutscher Politiker (SPD), MdL                                                                                 | 48    |       |
| 2. Januar  | Carl James Bühring                  | deutscher Architekt und Baubeamter                                                                             | 64    |       |
| 2. Januar  | Earl Burtnett                       | US-amerikanischer Jazz-Pianist und Bigband-Leader                                                              |       |       |
| 2. Januar  | Leonardo Coimbra                    | portugiesischer Philosoph, Professor und Politiker                                                             | 52    |       |
| 2. Januar  | Jules Destrée                       | belgischer Schriftsteller, Jurist und Politiker                                                                | 72    |       |
| 2. Januar  | Oscar Lee Gray                      | US-amerikanischer Rechtsanwalt, Richter und Politiker                                                          | 70    |       |
| 2. Januar  | Heinrich Hack                       | Kölner Schulrektor, Autor und Mundartschriftsteller                                                            | 79    |       |
| 2. Januar  | Josef Kleinmeyer                    | deutscher Verwaltungsbeamter und Politiker (SPD), MdL                                                          | 61    |       |
| 2. Januar  | Philipp Jakob Manz                  | deutscher Architekt                                                                                            | 74    |       |
| 2. Januar  | Francis Newdegate                   | britischer Politiker, Gouverneur von Tasmanien und Western Australia                                           | 73    |       |
| 2. Januar  | Arnold Rimpau                       | deutscher Unternehmer                                                                                          | 79    |       |
| 2. Januar  | Samuel Ryder                        | britischer Samenhändler                                                                                        | 77    |       |
| 2. Januar  | Carl Schlüns                        | deutscher Ingenieur und Maschinenbauer                                                                         | 65    |       |
| 2. Januar  | Theodor Seibert                     | deutscher Politiker (DVP), MdR                                                                                 | 65    |       |
| 2. Januar  | Harry B. Smith                      | US-amerikanischer Lyriker und Librettist                                                                       | 75    |       |
| 3. Januar  | Pietro Bestetti                     | italienischer Radsportler                                                                                      | 37    |       |
| 3. Januar  | Hermann Brag                        | schwedischer Opernsänger (Bass)                                                                                | 75    |       |
| 3. Januar  | Erich Hauer                         | deutscher Sinologe und Mandschurist                                                                            | 57    |       |
| 3. Januar  | Friedrich Losch                     | deutscher evangelischer Geistlicher und Volks- und Landeskundler                                               | 75    |       |
| 3. Januar  | Philipp Jakob Mayer                 | Generalvikar der Diözese Mainz                                                                                 | 65    |       |
| 3. Januar  | Clemens von Pausinger               | österreichischer Maler                                                                                         | 80    |       |
| 4. Januar  | Robert von Görschen                 | deutscher Verwaltungsjurist                                                                                    | 71    |       |
| 5. Januar  | Ding Wenjiang                       | chinesischer Geologe                                                                                           | 47    |       |
| 5. Januar  | Felix von Dobschütz                 | Pastor und Superintendent in Schlesien                                                                         | 68    |       |
| 5. Januar  | Rudolf Klein-Rhoden                 | österreichisch-deutscher Schauspieler                                                                          | 64    |       |
| 5. Januar  | Ramón María del Valle-Inclán        | spanischer Dramatiker und Romancier                                                                            | 69    |       |
| 6. Januar  | François Beaugendre                 | französischer Radsportler                                                                                      | 55    |       |
| 6. Januar  | Louise Bryant                       | US-amerikanische Journalistin und Autorin                                                                      | 50    |       |
| 6. Januar  | Nicolae Gropeanu                    | rumänischer Maler vermutlich jüdischer Abstammung                                                              | 72    |       |
| 6. Januar  | Gerhard Lassar                      | deutscher Rechtswissenschaftler                                                                                | 47    |       |
| 6. Januar  | Hermann H. Zagel                    | deutschsprachiger US-amerikanischer Autor                                                                      | 76    |       |
| 7. Januar  | Guy d’Hardelot                      | französische Sängerin und Gesangslehrerin                                                                      | 77    |       |
| 7. Januar  | Kálmán Lambrecht                    | ungarischer Paläontologe                                                                                       | 46    |       |
| 7. Januar  | Iwan Friedrich Julius Oldekop       | deutscher Marineoffizier, zuletzt Vizeadmiral                                                                  | 91    |       |
| 7. Januar  | Oskar Schabert                      | deutschbaltischer Theologe, Gründer einer Seemannsmission, Autor des Baltischen Märtyrerbuches                 | 69    |       |
| 7. Januar  | Otto Siebenbürger                   | deutscher Rittergutsbesitzer und Politiker, MdR                                                                | 86    |       |
| 8. Januar  | Johann Alexandersen                 | Justizrat und Bürgerworthalter in Sonderburg                                                                   | 74    |       |
| 8. Januar  | Karl von Davier                     | deutscher Politiker, Mitglied des Preußischen Abgeordnetenhauses, Kammerherr und Landrat                       | 82    |       |
| 8. Januar  | Albert Naef                         | Schweizer Architekt und Denkmalpfleger                                                                         | 73    |       |
| 8. Januar  | Hans Schreiber                      | österreichischer Botaniker                                                                                     | 76    |       |
| 8. Januar  | Josef Vonbank                       | österreichischer Politiker (CSP), Landtagsabgeordneter zum Vorarlberger Landtag                                | 30    |       |
| 8. Januar  | Hugh Wynn                           | US-amerikanischer Filmeditor                                                                                   | 38    |       |
| 9. Januar  | Charles Aman                        | US-amerikanischer Ruderer                                                                                      | 48    |       |
| 9. Januar  | Johann Dirmeier                     | österreichischer Landwirt und Politiker (CS), Landtagsabgeordneter                                             | 83    |       |
| 9. Januar  | John Gilbert                        | US-amerikanischer Filmschauspieler                                                                             | 38    |       |
| 10. Januar | Wesley Lloyd                        | US-amerikanischer Politiker                                                                                    | 52    |       |
| 10. Januar | Sergei Iwanowitsch Schtschukin      | russischer Kaufmann und Kunstsammler                                                                           | 81    |       |
| 10. Januar | Friedrich Zschokke                  | Schweizer Zoologe                                                                                              | 75    |       |
| 11. Januar | Emil Heymann                        | deutscher Neurochirurg                                                                                         | 57    |       |
| 11. Januar | Ikuta Chōkō                         | japanischer Literaturkritiker und Übersetzer                                                                   | 53    |       |
| 11. Januar | Arthur Schille                      | deutscher Gewerkschafter und Widerstandskämpfer                                                                | 52    |       |
| 12. Januar | Franz Abbé                          | deutscher Architekt und Kunstturner                                                                            | 61    |       |
| 12. Januar | Léon Fabert                         | französischer Autorennfahrer                                                                                   | 55    |       |
| 12. Januar | John Francis Hylan                  | US-amerikanischer Politiker                                                                                    | 67    |       |
| 12. Januar | Andre Sennwald                      | US-amerikanischer Filmkritiker und Journalist                                                                  | 28    |       |
| 12. Januar | Rudolf Strunz                       | österreichischer Politiker (SPÖ), Landtagsabgeordneter, Abgeordneter zum Nationalrat, Mitglied des Bundesrates | 54    |       |
| 13. Januar | Johann Ganten                       | deutscher Pädagoge, Gründer des Bremerhavener Bürgerparks                                                      | 80    |       |
| 13. Januar | Thomas O’Donnell                    | irischer römisch-katholischer Geistlicher und Erzbischof von Halifax                                           | 61    |       |
| 13. Januar | Samuel L. Rothafel                  | Manager und Impresario der Stummfilmpaläste New Yorks                                                          | 53    |       |
| 13. Januar | Gabriel Veyre                       | französischer Filmschaffender des frühen Kinos                                                                 | 64    |       |
| 13. Januar | Bertha Zillessen                    | deutsche Landschaftsmalerin und Kunstfotografin                                                                | 63    |       |
| 14. Januar | George Hume                         | schottischer Schachkomponist                                                                                   | 73    |       |
| 15. Januar | Frederik Borgbjerg                  | dänischer Journalist und Politiker, Mitglied des Folketing                                                     | 69    |       |
| 15. Januar | Alfred Brueckner                    | deutscher Klassischer Archäologe                                                                               | 74    |       |
| 15. Januar | Hamilton Fish II                    | US-amerikanischer Politiker                                                                                    | 86    |       |
| 15. Januar | Henry Forster, 1. Baron Forster     | britischer Politiker, Mitglied des House of Commons, Generalgouverneur Australiens                             | 69    |       |
| 15. Januar | George Landenberger                 | US-amerikanischer Marineoffizier                                                                               | 56    |       |
| 15. Januar | Claus Vollmers                      | deutscher Landwirt und Politiker (DNVP, CNBL), MdL                                                             | 57    |       |
| 16. Januar | Oskar Barnack                       | deutscher Feinmechaniker, Entwickler der ersten Großserien-Kleinbildkamera                                     | 56    |       |
| 16. Januar | Albert Fish                         | US-amerikanischer Serienmörder                                                                                 | 65    |       |
| 16. Januar | Wilhelm Hermann Henneberg           | deutscher Bakteriologe                                                                                         | 65    |       |
| 16. Januar | Philippe Mercier                    | Schweizer Jurist, Politiker und Diplomat                                                                       | 63    |       |
| 16. Januar | Harvey Parnell                      | US-amerikanischer Politiker, Gouverneur von Arkansas                                                           | 55    |       |
| 16. Januar | Harry Steier                        | deutscher Opernsänger (Tenor)                                                                                  | 57    |       |
| 17. Januar | Mateiu Caragiale                    | rumänischer Schriftsteller und Maler                                                                           | 50    |       |
| 17. Januar | Hermann Fischer                     | deutscher Botaniker, Geologe und Wissenschaftshistoriker                                                       | 51    |       |
| 17. Januar | Jorge Wilstermann                   | bolivianischer Berufspilot                                                                                     | 25    |       |
| 18. Januar | Hermanus Brockmann                  | niederländischer Ruderer                                                                                       | 64    |       |
| 18. Januar | Leo Catzenstein                     | deutscher Arzt, Vorsitzender unter anderem im Central-Verein deutscher Staatsbürger jüdischen Glaubens         | 72    |       |
| 18. Januar | Molly Cramer                        | deutsche Blumen-, Landschafts- und Portraitmalerin                                                             | 83    |       |
| 18. Januar | Meinhard Hoffmann                   | deutscher Chemiker und Industrie-Manager                                                                       | 82    |       |
| 18. Januar | Rudyard Kipling                     | britischer Schriftsteller und Nobelpreisträger                                                                 | 70    |       |
| 18. Januar | Werner Riemann                      | deutscher Maler                                                                                                | 42    |       |
| 19. Januar | Gonzalo Carrasco Espinosa           | mexikanischer Jesuiten-Priester und Künstler                                                                   | 77    |       |
| 19. Januar | Oscar Hoppe                         | deutscher Eiskunstläufer                                                                                       |       |       |
| 19. Januar | August Lattmann                     | Hamburger Senator und Bankier                                                                                  | 77    |       |
| 19. Januar | August Schmarsow                    | deutscher Kunsthistoriker                                                                                      | 82    |       |
| 20. Januar | Wilhelm Beck                        | liechtensteinischer Politiker                                                                                  | 50    |       |
| 20. Januar | Michael Blümelhuber                 | österreichischer Stahlschneider und Autor                                                                      | 70    |       |
| 20. Januar | Andries Bonger                      | niederländischer Versicherungskaufmann und Kunstsammler                                                        | 74    |       |
| 20. Januar | Georg V.                            | britischer König (1910–1936)                                                                                   | 70    |       |
| 20. Januar | Adolf Just                          | deutscher Naturheilkundler                                                                                     | 76    |       |
| 20. Januar | Alfred Schenk Graf von Stauffenberg | württembergischer Oberhofmarschall                                                                             | 75    |       |
| 20. Januar | Eduard Vöhringer                    | württembergischer Verwaltungsbeamter                                                                           | 76    |       |
| 21. Januar | August Cordes                       | deutscher evangelisch-lutherischer Geistlicher, Superintendent von Leipzig                                     | 76    |       |
| 21. Januar | Johann Rauch                        | deutscher Politiker (BVP), MdR                                                                                 | 59    |       |
| 21. Januar | Victor von Wilpert                  | deutsch-baltischer Lehrer und Historiker                                                                       | 74    |       |
| 22. Januar | Viktor Dallmer                      | preußischer General der Infanterie                                                                             | 83    |       |
| 22. Januar | Louis Glass                         | dänischer Komponist                                                                                            | 71    |       |
| 22. Januar | Georg Grimpe                        | deutscher Zoologe                                                                                              | 46    |       |
| 22. Januar | Jegische Tadewosjan                 | armenisch-sowjetischer Maler                                                                                   | 65    |       |
| 23. Januar | Vladimir Bernstein                  | russischstämmiger italienischer Mathematiker                                                                   | 35    |       |
| 23. Januar | Clara Butt                          | britische Sängerin (Alt)                                                                                       | 63    |       |
| 23. Januar | Wilhelm Matt                        | Jurist und Oberbürgermeister von Aschaffenburg                                                                 | 63    |       |
| 23. Januar | James Mills                         | neuseeländischer Geschäftsmann und Politiker                                                                   | 88    |       |
| 23. Januar | Karl Ruggaber                       | deutscher Politiker (SPD), MdL                                                                                 | 49    |       |
| 23. Januar | Carl Westman                        | schwedischer Architekt                                                                                         | 69    |       |
| 24. Januar | Willy Neuenhofen                    | deutscher Testpilot                                                                                            | 38    |       |
| 25. Januar | Edmond Aman-Jean                    | französischer Maler                                                                                            | 77    |       |
| 25. Januar | Hermann Bischoff                    | deutscher Komponist                                                                                            | 68    |       |
| 25. Januar | William Blair-Bell                  | britischer Chirurg, Gynäkologe und Geburtshelfer                                                               |       |       |
| 25. Januar | Fritz Daghofer                      | österreichischer Schauspieler                                                                                  | 63    |       |
| 25. Januar | Paul Heider                         | Hochmeister des Deutschen Ordens                                                                               | 67    |       |
| 25. Januar | Titus Maria Horten                  | deutscher Dominikaner und katholischer Priester                                                                | 53    |       |
| 25. Januar | Walter J. Shepard                   | US-amerikanischer Politikwissenschaftler und Hochschullehrer                                                   | 59    |       |
| 25. Januar | Tadsch os-Saltaneh                  | persische Prinzessin und Autobiografin                                                                         |       |       |
| 25. Januar | Ole Wegger                          | norwegischer Schiffbauingenieur, Werftdirektor, Storting-Abgeordneter                                          | 76    |       |
| 26. Januar | Julius Herweg                       | deutscher Physiker und Hochschullehrer                                                                         | 56    |       |
| 26. Januar | Elwood Mead                         | US-amerikanischer Ingenieur, Erbauer des Hoover-Dam                                                            | 78    |       |
| 26. Januar | Francis O’Neill                     | irisch-amerikanischer Polizeioffizier, Musiker und Herausgeber                                                 | 87    |       |
| 26. Januar | George W. Wickersham                | US-amerikanischer Jurist und Politiker                                                                         | 77    |       |
| 27. Januar | Scott Cordelle Bone                 | US-amerikanischer Politiker                                                                                    | 75    |       |
| 27. Januar | Gideon Ericsson                     | schwedischer Sportschütze                                                                                      | 64    |       |
| 27. Januar | Ludwig Seisser                      | deutscher Pharmazeut und Unternehmer                                                                           | 69    |       |
| 28. Januar | Oscar K. Allen                      | US-amerikanischer Politiker                                                                                    | 53    |       |
| 28. Januar | Adolf Barth                         | deutscher Mediziner                                                                                            | 83    |       |
| 28. Januar | Egon Fleischel                      | deutscher Verleger                                                                                             | 74    |       |
| 28. Januar | Richard Loeb                        | US-amerikanischer Mörder                                                                                       | 30    |       |
| 28. Januar | Alexander Zoubkoff                  | russischer Emigrant und Hochstapler                                                                            | 34    |       |
| 29. Januar | Joe Delahanty                       | US-amerikanischer Baseballspieler                                                                              | 60    |       |
| 29. Januar | Rose Dione                          | Filmschauspielerin                                                                                             | 60    |       |
| 29. Januar | János Kabay                         | ungarischer Chemiker und Pharmazeut                                                                            | 39    |       |
| 29. Januar | Christian Schnabel                  | deutscher Konstrukteur und Erfinder                                                                            | 57    |       |
| 30. Januar | Bartolomé Martínez González         | nicaraguanischer Politiker und Präsident des Landes                                                            |       |       |
| 31. Januar | Karl Gebensleben                    | deutscher Ingenieur und Politiker                                                                              | 64    |       |
| 31. Januar | Georgios Kondylis                   | General und Politiker in Griechenland                                                                          |       |       |
| 31. Januar | Carl O. J. Lund                     | dänischer Keramiker, Porträt- und Landschaftsmaler                                                             | 78    |       |
| 31. Januar | Pierre de Nolhac                    | französischer Autor, Dichter, Historiker, Kunsthistoriker, Romanist, Italianist und Literaturwissenschaftler   | 76    |       |
| 31. Januar | Eva Stort                           | deutsche Landschaftsmalerin und Grafikerin                                                                     | 80    |       |

## Februar
| Tag         | Name                              | Beruf, bekannt als                                                                                              | Alter | Beleg |
| ----------- | --------------------------------- | --- | ----- | ----- |
| 1. Februar  | Johann Peter Vögel                | österreichischer Politiker                                                                                      | 83    |       |
| 2. Februar  | William Henry Battle              | englischer Chirurg                                                                                              | 80    |       |
| 2. Februar  | Eugen Hähnle                      | deutscher Jurist und Politiker (VP, FVP), MdR                                                                   | 62    |       |
| 2. Februar  | Paul Moreau-Vauthier              | französischer Bildhauer                                                                                         | 64    |       |
| 2. Februar  | Jewhen Pluschnyk                  | ukrainischer Schriftsteller                                                                                     | 37    |       |
| 2. Februar  | Arthur Rosenzweig                 | österreichisch-deutscher Rabbiner                                                                               | 52    |       |
| 3. Februar  | Johann Georg Eschenburg           | deutscher Advokat und Notar in Lübeck, Senatssekretär (ab 1871), Bürgermeister Lübecks (1905–1914)              | 91    |       |
| 3. Februar  | Sophie von Schönburg-Waldenburg   | deutsche Adelige, Fürstin von Albanien, Sängerin                                                                | 50    |       |
| 4. Februar  | Max Donnevert                     | deutscher Politiker (Liberaldemokraten)                                                                         | 63    |       |
| 4. Februar  | Gustav Ehlermann                  | deutscher Politiker (DDP, DStP), MdR                                                                            | 51    |       |
| 4. Februar  | Wilhelm Gustloff                  | deutscher Nationalsozialist und Landesgruppenleiter der NSDAP-Auslandsorganisation in der Schweiz               | 41    |       |
| 4. Februar  | Wilhelm Hansen                    | dänischer Versicherungsdirektor, Kunstsammler und Museumsgründer                                                | 67    |       |
| 4. Februar  | Rudolf Heydel                     | deutscher Automobilrennfahrer                                                                                   |       |       |
| 4. Februar  | Hugo Krabbe                       | niederländischer Staatsrechtler                                                                                 | 79    |       |
| 4. Februar  | Karl Ludwig Krause                | deutscher Kunsthändler und Pazifist                                                                             | 65    |       |
| 4. Februar  | Georg Metz                        | deutscher Politiker (SPD), Mitglied des Bayerischen Landtags                                                    | 68    |       |
| 4. Februar  | Johannes Meyer-Rusca              | Schweizerisch-italienischer Grosskaufmann und Seidenindustrieller sowie Zürcher Kantonal- und Kommunalpolitiker | 84    |       |
| 5. Februar  | Georg Fürst                       | deutscher Komponist, bayerischer Militärmusiker                                                                 | 65    |       |
| 5. Februar  | Olive Hockin                      | englisch-britische Suffragette, Autorin und Künstlerin                                                          | 55    |       |
| 5. Februar  | Rudolf von Hößlin                 | deutscher Arzt, Neurologe und Sanitätsrat                                                                       | 77    |       |
| 5. Februar  | Jimmy Thorpe                      | englischer Fußballtorhüter                                                                                      | 22    |       |
| 6. Februar  | Ludwig Baumann                    | altösterreichischer Architekt                                                                                   | 82    |       |
| 6. Februar  | Ernst Rüdiger von Brüning         | deutscher Regimentskommandeur                                                                                   | 60    |       |
| 6. Februar  | Simon Brunnhuber                  | deutscher Luftfahrtpionier                                                                                      | 51    |       |
| 6. Februar  | Karl Stühmeyer                    | preußischer Verwaltungsbeamter und Landrat                                                                      | 69    |       |
| 7. Februar  | Eduard Friedrich Ewers            | deutscher Unternehmer und Senator der Hansestadt Lübeck                                                         | 73    |       |
| 7. Februar  | O. P. Heggie                      | australischer Theater- und Filmschauspieler                                                                     | 58    |       |
| 7. Februar  | Jenő Pozsony                      | siebenbürgischer Maler des Impressionismus                                                                      | 51    |       |
| 7. Februar  | Luigi Sincero                     | italienischer Geistlicher, Kurienkardinal der römisch-katholischen Kirche                                       | 65    |       |
| 8. Februar  | Charles Curtis                    | US-amerikanischer Politiker                                                                                     | 76    |       |
| 8. Februar  | Carl Christian Feddersen          | deutscher Landschaftsmaler                                                                                      | 59    |       |
| 8. Februar  | George Henry Fowke                | britischer Generalleutnant                                                                                      | 71    |       |
| 8. Februar  | Heinrich Martin                   | deutscher Forstwissenschaftler                                                                                  | 86    |       |
| 8. Februar  | Rahel Sanzara                     | deutsche Schriftstellerin                                                                                       | 41    |       |
| 8. Februar  | Christian Brevoort Zabriskie      | US-amerikanischer Geschäftsmann und Vizepräsident der Pacific Coast Borax Company                               | 71    |       |
| 9. Februar  | Jacques Bainville                 | französischer Journalist und Historiker                                                                         | 57    |       |
| 9. Februar  | Ludwig Holländer                  | deutscher Jurist                                                                                                | 58    |       |
| 9. Februar  | Ondřej Pukl                       | böhmischer Leichtathlet                                                                                         | 59    |       |
| 9. Februar  | Wilhelm Solf                      | deutscher Politiker und Gouverneur von Samoa                                                                    | 73    |       |
| 10. Februar | Roy D. Chapin                     | US-amerikanischer Unternehmer und Politiker                                                                     | 55    |       |
| 10. Februar | Mary French Sheldon               | US-amerikanische Forschungsreisende und Schriftstellerin                                                        | 88    |       |
| 10. Februar | Emil Friedrich Knoblauch          | deutscher Botaniker                                                                                             | 71    |       |
| 10. Februar | Eduard König                      | deutscher Theologe und Sprachwissenschafter                                                                     | 89    |       |
| 10. Februar | Paul Panske                       | preußischer römisch-katholischer Geistlicher in der Diözese Kulm                                                | 72    |       |
| 10. Februar | Elizabeth Robins Pennell          | US-amerikanische Autorin                                                                                        | 80    |       |
| 10. Februar | Eleanor Mildred Sidgwick          | britische Frauenrechtlerin                                                                                      | 90    |       |
| 11. Februar | Oldřich Hlavsa                    | tschechischer Maler                                                                                             | 46    |       |
| 11. Februar | Otto Schmiedeknecht               | deutscher Entomologe                                                                                            | 88    |       |
| 11. Februar | Oskar Schwalm                     | deutscher Komponist und Musikverleger                                                                           | 79    |       |
| 11. Februar | Percy Franklin Woodcock           | kanadischer Maler und Kunstpädagoge                                                                             | 80    |       |
| 12. Februar | Ibra Charles Blackwood            | Gouverneur von South Carolina                                                                                   | 57    |       |
| 12. Februar | Alfred Brunner                    | deutscher Ingenieur und Politiker                                                                               | 64    |       |
| 12. Februar | Hermann Kunz-Krause               | deutscher Pharmakologe                                                                                          | 74    |       |
| 12. Februar | Vladas Mačys                      | litauischer Jurist, Zivilprozessualist, VDU-Professor                                                           | 68    |       |
| 13. Februar | Manuel Earnshaw                   | philippinischer Politiker                                                                                       | 73    |       |
| 13. Februar | Johann Paul Karplus               | österreichischer Neurophysiologe und Psychiater                                                                 | 69    |       |
| 13. Februar | Carlo Philips                     | deutscher Dichter, Schriftsteller und Übersetzer                                                                | 68    |       |
| 13. Februar | Georgi Iwanowitsch Tschelpanow    | Begründer der ersten russischen Forschungseinrichtung der experimentellen Psychologie, Logiker und Philosoph    | 73    |       |
| 14. Februar | Georg Ludwig Freed                | deutscher Architekt                                                                                             | 77    |       |
| 14. Februar | Ernst Gehrhardt                   | deutscher Forstwissenschaftler und Hochschullehrer                                                              |       |       |
| 14. Februar | Alexander Iwanowitsch Gutschkow   | russischer Industrieller und Politiker                                                                          | 73    |       |
| 14. Februar | Karl Hampe                        | deutscher Historiker und Mediävist                                                                              | 67    |       |
| 14. Februar | Hans Hartig                       | deutscher Maler und Graphiker                                                                                   | 62    |       |
| 15. Februar | Jack McGurn                       | italo-amerikanischer Mobster aus dem Umfeld des Chicago Outfit                                                  | 32    |       |
| 15. Februar | Ernst Schweckendieck              | deutscher Kaufmann und Politiker                                                                                | 86    |       |
| 16. Februar | Iosif Chatzidakis                 | griechischer Arzt und Klassischer Archäologe                                                                    | ~ 88  |       |
| 16. Februar | Emil Dosenheimer                  | deutscher Jurist                                                                                                | 66    |       |
| 16. Februar | James Harvey Robinson             | US-amerikanischer Historiker, Gründungsrektor der Universität The New School NY                                 | 72    |       |
| 17. Februar | Colette Andris                    | französische Schriftstellerin und Schauspielerin                                                                | 34    |       |
| 17. Februar | Wilhelm Berliner                  | österreichischer Manager                                                                                        | 54    |       |
| 17. Februar | Hiram Percy Maxim                 | US-amerikanischer Erfinder                                                                                      | 66    |       |
| 17. Februar | Alexander Pantages                | US-amerikanischer Vaudeville-Impresario                                                                         |       |       |
| 18. Februar | Karl Hude                         | dänischer Klassischer Philologe                                                                                 | 75    |       |
| 18. Februar | Francisco Orozco y Jiménez        | mexikanischer Geistlicher, römisch-katholischer Erzbischof von Guadalajara                                      | 71    |       |
| 18. Februar | Carl Peters                       | deutscher Unternehmer und Handelskaufmann                                                                       | 67    |       |
| 18. Februar | Erich Schaeder                    | evangelischer Theologe                                                                                          | 74    |       |
| 19. Februar | Charles Harding Firth             | britischer Historiker                                                                                           | 78    |       |
| 19. Februar | Billy Mitchell                    | US-amerikanischer General                                                                                       | 56    |       |
| 19. Februar | Tom Stacks                        | US-amerikanischer Jazzmusiker                                                                                   | 36    |       |
| 19. Februar | Eduard Tennmann                   | estnischer Theologe                                                                                             | 57    |       |
| 20. Februar | Maximilian Laur von Münchhofen    | deutscher Verwaltungsbeamter und Landrat                                                                        | 72    |       |
| 20. Februar | Victor H. Metcalf                 | US-amerikanischer Politiker                                                                                     | 82    |       |
| 20. Februar | Max Carl Ludwig Schmidt           | deutscher Geodät und Markscheider                                                                               | 85    |       |
| 20. Februar | Max Schreck                       | deutscher Schauspieler                                                                                          | 56    |       |
| 20. Februar | Alexander Tamanjan                | armenisch-russischer neoklassizister Architekt                                                                  | 57    |       |
| 20. Februar | Georges Vacher de Lapouge         | französischer Jurist, Rassentheoretiker und Eugeniker                                                           | 81    |       |
| 21. Februar | Hermann von Dassel                | Hamburger Richter und Politiker, MdHB                                                                           | 75    |       |
| 21. Februar | Fremont O. Phillips               | US-amerikanischer Politiker (Republikanische Partei)                                                            | 79    |       |
| 21. Februar | Shin Chae-ho                      | koreanischer Historiker, Unabhängigkeitsaktivist und Anarchist                                                  | 55    |       |
| 22. Februar | Natalie Duesberg                  | österreichische Konzertpianistin und Klavierlehrerin                                                            | 64    |       |
| 22. Februar | Ferdinand Frank                   | Schweizer Politiker (SP)                                                                                        | 62    |       |
| 22. Februar | Lennox Pawle                      | britischer Schauspieler                                                                                         | 63    |       |
| 22. Februar | Johan Skjoldborg                  | dänischer Dichter und Schriftsteller                                                                            | 74    |       |
| 23. Februar | William Adamson                   | schottischer Gewerkschafter und Politiker (Labour Party), Mitglied des House of Commons                         | 72    |       |
| 23. Februar | Dschamīl Sidqī az-Zahāwī          | irakischer Schriftsteller und Dichter                                                                           | 72    |       |
| 23. Februar | Sergei Wassiljewitsch Tschechonin | sowjetischer Maler, Grafiker, Porzellanbildner                                                                  |       |       |
| 23. Februar | Lidija Wesselitskaja              | russische bzw. sowjetische Schriftstellerin und Übersetzerin                                                    | 78    |       |
| 24. Februar | Gotthold Anders                   | deutscher Politiker (NLP, DVP), MdL                                                                             | 78    |       |
| 24. Februar | Carl Bulcke                       | deutscher Schriftsteller und Staatsanwalt                                                                       | 60    |       |
| 24. Februar | Gotthold Herxheimer               | deutscher Mediziner                                                                                             | 63    |       |
| 24. Februar | Albert Ritchie                    | US-amerikanischer Politiker, Gouverneur von Maryland                                                            | 59    |       |
| 25. Februar | Arthur Amundsen                   | norwegischer Turner                                                                                             | 49    |       |
| 25. Februar | Anna Boch                         | französisch-belgische Malerin                                                                                   | 88    |       |
| 25. Februar | Patrick J. Carley                 | US-amerikanischer Politiker                                                                                     | 70    |       |
| 25. Februar | Georg Geyer                       | österreichischer Geologe                                                                                        | 79    |       |
| 25. Februar | Sam Morgan                        | US-amerikanischer New Orleans Jazz-Kornettist und Bandleader                                                    | 48    |       |
| 26. Februar | Frederick Alderdice               | neufundländischer Unternehmer und Politiker                                                                     | 63    |       |
| 26. Februar | Matthew Linn Bruce                | US-amerikanischer Rechtsanwalt, Richter und Politiker                                                           | 75    |       |
| 26. Februar | William Hiltz                     | 39. Bürgermeister von Toronto                                                                                   |       |       |
| 26. Februar | Franz Conrad Otto                 | deutscher Jurist und Ministerialbeamter                                                                         | 75    |       |
| 26. Februar | Saitō Makoto                      | 30. Premierminister von Japan                                                                                   | 77    |       |
| 26. Februar | Antonio Scotti                    | italienischer Sänger                                                                                            | 70    |       |
| 26. Februar | Takahashi Korekiyo                | 20. Premierminister von Japan                                                                                   | 81    |       |
| 26. Februar | Watanabe Jōtarō                   | japanischer General                                                                                             | 61    |       |
| 27. Februar | Joshua W. Alexander               | US-amerikanischer Politiker                                                                                     | 84    |       |
| 27. Februar | Wilhelm Ehrhard                   | deutscher Politiker, Oberbürgermeister von Mainz (1931–1933)                                                    | 51    |       |
| 27. Februar | Eugen Mörike                      | deutscher Bauingenieur, MdL (Württemberg)                                                                       | 81    |       |
| 27. Februar | Iwan Petrowitsch Pawlow           | russischer Mediziner und Nobelpreisträger                                                                       | 86    |       |
| 28. Februar | Daniel Brottier                   | französischer Spiritaner                                                                                        | 59    |       |
| 28. Februar | Nils Klein                        | schwedischer Sportschütze                                                                                       | 57    |       |
| 28. Februar | Julien Le Blant                   | französischer Maler                                                                                             | 84    |       |
| 28. Februar | Karl Moser                        | Schweizer Architekt und Hochschullehrer                                                                         | 75    |       |
| 28. Februar | Charles Nicolle                   | französischer Arzt und Mikrobiologe                                                                             | 69    |       |
| 29. Februar | John Bigelow, Jr.                 | US-amerikanischer Kavallerie-Offizier, Schriftsteller und Hochschullehrer, Vorsteher des Yosemite-Nationalparks | 81    |       |
| 29. Februar | Christian Jensen                  | deutscher Heimat- und Friesenforscher                                                                           | 79    |       |
| 29. Februar | Alexander Pridik                  | deutsch-baltischer Klassischer Philologe und Althistoriker                                                      | 72    |       |
| 29. Februar | Heinz von Zobeltitz               | deutscher Maler und Zeichner                                                                                    | 46    |       |
|             | Felix Borchardt                   | deutscher Maler                                                                                                 | 78    |       |

## März
| Tag      | Name                                                        | Beruf, bekannt als                                                                                           | Alter | Beleg |
| -------- | ----------------------------------------------------------- | --- | ----- | ----- |
| 1. März  | Cornelis Rugier Willem Karel van Alderwerelt van Rosenburgh | holländischer Botaniker                                                                                      | 72    |       |
| 1. März  | Auguste Godinet                                             | französischer Segler und Yachtkonstrukteur                                                                   | 83    |       |
| 1. März  | Wilhelm von Haxthausen                                      | deutscher Marineoffizier, zuletzt Konteradmiral der Reichsmarine                                             | 61    |       |
| 1. März  | Friedrich Kraus                                             | österreichischer Arzt und Pathologe                                                                          | 77    |       |
| 2. März  | Wilhelm Edler                                               | deutscher Pflanzenbauwissenschaftler und Saatgutforscher                                                     | 80    |       |
| 2. März  | Wilhelm Kufferath                                           | deutscher Cellist                                                                                            | 82    |       |
| 2. März  | Victoria Melita von Sachsen-Coburg und Gotha                | Enkelin der britischen Königin Viktoria                                                                      | 59    |       |
| 3. März  | Laurent Henri Cottineau                                     | französischer Benediktiner und Ordenshistoriker                                                              | 72    |       |
| 3. März  | Theodor Albin Findeisen                                     | deutscher Kontrabassist, Komponist und Autor                                                                 | 54    |       |
| 3. März  | Emma Smith Gillies                                          | schottische Keramikkünstlerin                                                                                | 35    |       |
| 3. März  | Grigori Jefimowitsch Grum-Grschimailo                       | russischer Geograph, Zoologe und Forschungsreisender                                                         | 76    |       |
| 3. März  | Michail Alexejewitsch Kusmin                                | russischer Schriftsteller und Komponist                                                                      | 63    |       |
| 3. März  | August Lohrberg                                             | deutscher Politiker und Gewerkschafter                                                                       | 75    |       |
| 3. März  | Yang Chengfu                                                | chinesischer Vertreter der „weichen“ Kampfkunst des Yang-Stils im Taijiquan                                  |       |       |
| 4. März  | August Etz                                                  | österreichischer Politiker                                                                                   | 74    |       |
| 4. März  | Ruben Liljefors                                             | schwedischer Komponist und Dirigent                                                                          | 64    |       |
| 4. März  | Eduard Zarncke                                              | deutscher klassischer Philologe und Bibliothekar                                                             | 78    |       |
| 5. März  | Friedrich Wilhelm Ruhfus                                    | Unternehmer und Verleger                                                                                     | 96    |       |
| 6. März  | Robert Desmettre                                            | französischer Wasserballspieler                                                                              | 34    |       |
| 6. März  | Rubin Goldmark                                              | US-amerikanischer Pianist und Komponist                                                                      | 63    |       |
| 6. März  | Conwy Lloyd Morgan                                          | britischer Zoologe und Psychologe                                                                            | 84    |       |
| 6. März  | Einar Sahlstein                                             | finnischer Turner                                                                                            | 48    |       |
| 6. März  | Josef Stránský                                              | böhmischer Dirigent, Kunsthändler und -sammler                                                               | 63    |       |
| 6. März  | Bertha von Tarnóczy                                         | österreichische Malerin und Kunstpädagogin                                                                   | 89    |       |
| 7. März  | Carl Müller-Tenckhoff                                       | deutscher Maler                                                                                              | 62    |       |
| 7. März  | Christian Tetzen-Lund                                       | dänischer Unternehmer und Kunstsammler                                                                       | 84    |       |
| 8. März  | Ludwig Blau                                                 | jüdischer Gelehrter                                                                                          | 74    |       |
| 8. März  | Annie Leigh Browne                                          | englisch-britische Lehrerin, Philanthropin und Aktivistin für Frauenrechte, -bildung und das Frauenwahlrecht | 84    |       |
| 8. März  | Finis E. Downing                                            | US-amerikanischer Politiker                                                                                  | 89    |       |
| 8. März  | David Ferguson                                              | schottischer Geologe und Forschungsreisender                                                                 |       |       |
| 8. März  | Rudolf Much                                                 | österreichischer Philologe                                                                                   | 73    |       |
| 8. März  | Moritz Pfälzer                                              | deutscher Rechtsanwalt und Kommunalpolitiker                                                                 | 66    |       |
| 8. März  | George Thurland Prior                                       | britischer Mineraloge                                                                                        | 73    |       |
| 9. März  | Sidney Johnston Catts                                       | US-amerikanischer Politiker                                                                                  | 72    |       |
| 9. März  | Eduard Stucken                                              | deutscher Dramatiker und Autor                                                                               | 70    |       |
| 9. März  | Leonie Taylor                                               | US-amerikanische Bogenschützin                                                                               | ≈66   |       |
| 9. März  | Yukteswar Giri                                              | indischer Yogi und Guru                                                                                      | 80    |       |
| 10. März | Andreas Baumgartner                                         | Schweizer Sprachlehrer für Deutsch, Englisch und Französisch                                                 | 91    |       |
| 10. März | Hans Illmer                                                 | österreichischer Baumeister und Politiker (CSP), Abgeordneter zum Nationalrat                                | 58    |       |
| 10. März | Peter Emil Isler                                            | Schweizer Politiker                                                                                          | 85    |       |
| 10. März | Thekla Schneider                                            | deutsche Schriftstellerin                                                                                    | 81    |       |
| 10. März | Henri Sée                                                   | französischer Wirtschaftshistoriker                                                                          | 71    |       |
| 11. März | David Beatty, 1. Earl Beatty                                | britischer Admiral der Royal Navy                                                                            | 65    |       |
| 11. März | Rudolf Paltauf                                              | österreichischer Jurist und Politiker                                                                        | 73    |       |
| 11. März | Yumeno Kyūsaku                                              | japanischer Schriftsteller                                                                                   | 47    |       |
| 12. März | David Campbell                                              | britischer Offizier, Gouverneur von Malta                                                                    | 67    |       |
| 12. März | Félix Granet                                                | französischer Politiker                                                                                      | 86    |       |
| 12. März | Uchida Kōsai                                                | japanischer Diplomat und Politiker                                                                           | 70    |       |
| 13. März | Francis Henry Dillon Bell                                   | neuseeländischer Politiker und Premierminister                                                               | 84    |       |
| 13. März | Elizabeth Herriott                                          | neuseeländische Biologin                                                                                     | 54    |       |
| 13. März | Gunnar Höjer                                                | schwedischer Turner                                                                                          | 61    |       |
| 13. März | Elias S. Holliday                                           | US-amerikanischer Politiker                                                                                  | 94    |       |
| 13. März | Sergei Iwanowitsch Solnzew                                  | russisch-sowjetischer Ökonom                                                                                 | 63    |       |
| 13. März | Hariton Tiktin                                              | deutsch-rumänischer Romanist, Rumänist, Grammatiker und Lexikograf                                           | 85    |       |
| 14. März | Adolf Glöckner                                              | österreichischer Politiker (DnP), Abgeordneter zum Nationalrat                                               | 85    |       |
| 14. März | Albert Gorter                                               | deutscher Kapellmeister und Komponist                                                                        | 73    |       |
| 14. März | Joseph Schaller                                             | Schweizer Architekt                                                                                          | 44    |       |
| 15. März | George Edmund Foss                                          | US-amerikanischer Politiker                                                                                  | 72    |       |
| 15. März | John Scott Haldane                                          | schottischer Physiologe                                                                                      | 75    |       |
| 15. März | Georg Leisek                                                | österreichischer Bildhauer                                                                                   | 66    |       |
| 15. März | Thure Westerdahl                                            | schwedischer Fußballspieler                                                                                  | 32    |       |
| 15. März | Sebastião Wolf                                              | brasilianischer Sportschütze                                                                                 | 67    |       |
| 16. März | Marguerite Durand                                           | französische Schauspielerin, Journalistin und Suffragette                                                    | 72    |       |
| 16. März | Thomas Pleisch                                              | Schweizer Eishockeyspieler                                                                                   | 22    |       |
| 17. März | Jules Breitenstein                                          | Schweizer evangelischer Geistlicher und Hochschullehrer                                                      | 62    |       |
| 17. März | Burghard von Cramm                                          | deutscher Rittergutsbesitzer und Hofbeamter                                                                  | 62    |       |
| 17. März | Karl Dieffenbach                                            | preußischer General der Infanterie                                                                           | 76    |       |
| 17. März | Vilho Lampi                                                 | finnischer Maler des Impressionismus                                                                         | 37    |       |
| 18. März | W. Herbert Dunton                                           | US-amerikanischer Maler und Illustrator                                                                      | 57    |       |
| 18. März | Uno Häggman                                                 | finnischer Leichtathlet                                                                                      | 53    |       |
| 18. März | Rudolf Ipold                                                | österreichischer Miniaturmaler                                                                               | 62    |       |
| 18. März | Yrjö Sirola                                                 | finnischer Politiker (SDP, SKP)                                                                              | 59    |       |
| 18. März | Eleftherios Venizelos                                       | griechischer Politiker                                                                                       | 71    |       |
| 18. März | Agnes Wolffson                                              | deutsche Stifterin                                                                                           | 86    |       |
| 19. März | Ottilia Adelborg                                            | schwedische Aquarellmalerin und Schriftstellerin                                                             | 80    |       |
| 19. März | Daniel zu Rantzau                                           | deutscher Verwaltungsbeamter                                                                                 | 60    |       |
| 19. März | Gerhard Rusch                                               | deutscher Reichsgerichtsrat                                                                                  | 51    |       |
| 19. März | Eduard Schlöbcke                                            | deutscher Baurat und Retter des Kalkberges                                                                   | 83    |       |
| 19. März | Ernst Voß                                                   | deutscher evangelischer Geistlicher, Bibelübersetzer                                                         | 50    |       |
| 20. März | Silvia De Marchi                                            | italienische Psychologin                                                                                     | 39    |       |
| 20. März | Robert Cunninghame Graham                                   | schottisch-spanischer Aristokrat, Sozialist und Politiker, Mitglied des House of Commons                     | 83    |       |
| 20. März | Sigmund Haller von Hallerstein                              | deutscher Politiker (SPD)                                                                                    | 74    |       |
| 20. März | Justin Huntly McCarthy                                      | irischer Politiker und Schriftsteller                                                                        |       |       |
| 20. März | Heinrich Philippsen                                         | deutscher Heimatforscher                                                                                     | 78    |       |
| 20. März | Eduard Oskar Püttmann                                       | deutscher Schriftsteller                                                                                     | 55    |       |
| 21. März | Wilhelm Eschweiler                                          | deutscher Chemiker                                                                                           | 75    |       |
| 21. März | Alexander Konstantinowitsch Glasunow                        | russischer Komponist                                                                                         | 70    |       |
| 21. März | Aline von Kapff                                             | deutsche Malerin                                                                                             | 93    |       |
| 21. März | Else Unger                                                  | österreichische Kunsthandwerkerin                                                                            | 63    |       |
| 22. März | Hermann Fellner                                             | deutscher Filmproduzent                                                                                      | 57    |       |
| 23. März | Otto Lang                                                   | Schweizer Politiker (SP)                                                                                     | 72    |       |
| 23. März | Theodor Michelis                                            | deutscher Offizier, zuletzt Generalmajor sowie Chef der Heeresfriedenskommission (1919)                      | 63    |       |
| 23. März | Raphael Pacher                                              | böhmisch-österreichischer Politiker                                                                          | 78    |       |
| 23. März | Wilhelm Uhlmann-Bixterheide                                 | deutscher Schriftsteller und Herausgeber                                                                     | 64    |       |
| 24. März | Paul Gensel                                                 | deutscher Klassischer Philologe und Gymnasiallehrer                                                          | 65    |       |
| 24. März | Josef Jadassohn                                             | deutscher Dermatologe                                                                                        | 72    |       |
| 24. März | Rosa Krüger                                                 | deutsche Blumen- und Interieurmalerin                                                                        | 74    |       |
| 24. März | Makino Shin’ichi                                            | japanischer Schriftsteller                                                                                   | 39    |       |
| 24. März | Rudolph von Procházka                                       | böhmischer Komponist und Musikschriftsteller                                                                 | 72    |       |
| 24. März | Ämilian Schöpfer                                            | österreichischer katholischer Geistlicher und Politiker, Landtagsabgeordneter, Abgeordneter zum Nationalrat  | 77    |       |
| 24. März | Henry Boyle Townshend Somerville                            | britischer Marineoffizier, Ozeanograf und Archäoastronom                                                     | 72    |       |
| 24. März | Alfred Stern                                                | deutscher Historiker                                                                                         | 89    |       |
| 25. März | Edmond Bourlier                                             | französischer Autorennfahrer                                                                                 | 40    |       |
| 25. März | Léon Givaudan                                               | französischer Parfümeur und Unternehmer                                                                      | 61    |       |
| 25. März | Richard Hering                                              | österreichischer Koch                                                                                        | 62    |       |
| 26. März | Adolf II.                                                   | letzter regierender Fürst zu Schaumburg-Lippe                                                                | 53    |       |
| 26. März | Marie Harder                                                | deutsche Autorin und Filmregisseurin                                                                         | 37    |       |
| 26. März | Kurt Stenberg                                               | finnischer Turner                                                                                            | 47    |       |
| 26. März | Fleetwood Varley                                            | britischer Sportschütze                                                                                      | 73    |       |
| 27. März | Christine Buisman                                           | niederländische Botanikerin und Phytologin                                                                   | 36    |       |
| 27. März | Paul Kaestner                                               | deutscher Jurist, Ministerialdirektor und Kirchenliederdichter                                               | 59    |       |
| 27. März | Henry Marriott Paget                                        | britischer Maler und Illustrator                                                                             | 78    |       |
| 27. März | Werner Renfer                                               | Schweizer Schriftsteller                                                                                     | 37    |       |
| 27. März | Bernhard von der Schulenburg                                | deutscher Kavallerieoffizier, Landwirt und Politiker                                                         | 83    |       |
| 27. März | Eduard Wagnes                                               | österreichischer Kapellmeister der k.u.k. Armee, Komponist von Marschmusik                                   | 73    |       |
| 28. März | Max von Ferstel                                             | österreichischer Architekt und Hochschullehrer                                                               | 76    |       |
| 28. März | Archibald Garrod                                            | englischer Arzt und Wissenschaftler                                                                          | 78    |       |
| 28. März | Karl Harlander                                              | bayerischer Generalleutnant                                                                                  | 74    |       |
| 28. März | Hermann Josef Stärk                                         | deutscher Bildhauer                                                                                          | 73    |       |
| 28. März | Sterling P. Strong                                          | US-amerikanischer Politiker                                                                                  | 73    |       |
| 29. März | Otto Franzius                                               | deutscher Bauingenieur und Rektor der Technischen Hochschule Hannover                                        | 58    |       |
| 29. März | Eugène Marais                                               | südafrikanischer Biologe, Autor, Jurist und Journalist                                                       | 65    |       |
| 29. März | Josef Schmitz                                               | deutscher Architekt, Professor, Baurat                                                                       | 75    |       |
| 29. März | Georg Stempfer                                              | österreichischer Politiker (CSP), Abgeordneter zum Nationalrat                                               | 48    |       |
| 30. März | Georg Böhme                                                 | deutscher Jurist und sächsischer Staatsbeamter                                                               | 72    |       |
| 30. März | Alois Cathrein                                              | österreichischer Mineraloge                                                                                  | 82    |       |
| 30. März | Hermann Hefele                                              | deutscher Historiker und Literaturhistoriker                                                                 | 50    |       |
| 30. März | Karel Hoffmann                                              | tschechischer Geiger und Musikpädagoge                                                                       | 63    |       |
| 30. März | Emil Krauss                                                 | deutscher Richter und Konsularbeamter                                                                        | 65    |       |
| 30. März | Fritz Liebrich                                              | Schweizer Lehrer und Schriftsteller                                                                          | 56    |       |
| 30. März | Maurice Crawford Macmillan                                  | britischer Verleger                                                                                          | 82    |       |
| 30. März | Johann Näher                                                | Schweizer Politiker (SP)                                                                                     | 81    |       |
| 30. März | Ludwig Rösch                                                | österreichischer Landschaftsmaler und Lithograph                                                             | 71    |       |
| 30. März | Leopold Sprowacker                                          | österreichischer Kapellmeister und Komponist                                                                 | 82    |       |
| 30. März | Conchita Supervía                                           | spanische Opernsängerin (Mezzosopran)                                                                        |       |       |
| 30. März | Friedrich Techen                                            | deutscher Archivar und Historiker                                                                            | 76    |       |
| 30. März | Adolf von Wangenheim-Wake                                   | deutscher Rittergutsbesitzer und Politiker (DHP), MdR                                                        | 81    |       |
| 31. März | Attilio Bagnolini                                           | italienischer Soldat                                                                                         | 22    |       |
| 31. März | Otmar Reiser                                                | österreichischer Ornithologe und Botaniker                                                                   | 74    |       |
| 31. März | Stephen A. Rudd                                             | US-amerikanischer Politiker                                                                                  | 61    |       |
| 31. März | Anton Rüller                                                | deutscher Bildhauer                                                                                          | 71    |       |
|          | John McKenna                                                | englischer Fußballtrainer                                                                                    |       |       |